# Nicolas Armez
Pour les articles homonymes, voir Armez.
Nicolas Armez ou Nicolas Armez de Pontizac, né à Paimpol en 1754, mort en 1825, est un prêtre et homme politique français, député pendant les Cent-Jours.

## Biographie
Nicolas Armez naît le 16 mars 1754 à Paimpol, en Bretagne, dans une famille de régisseurs aisés, qui sont également armateurs, gros propriétaires, négociants et hommes d'affaires.
Il commence par être commerçant, puis entre dans les ordres. Il est ordonné prêtre en 1786, et devient chanoine du chapitre de la cathédrale de Vannes.
Sous la Révolution française, Nicolas Armez adhère dès le début au mouvement révolutionnaire, sans être gêné par son appartenance ecclésiastique. Il est élu maire de Plourivo dans les Côtes-du-Nord, mais ne brigue d'abord pas la députation. Il prête serment à la Constitution civile du clergé. Il est l'une des trois personnalités chargées en 1790 d'organiser le département des Côtes-du-Nord avec son découpage en cantons et districts. Il devient procureur-général-syndic des Côtes-du-Nord, de juin 1790 à décembre 1791. Il accepte en septembre 1793 d'être vicaire épiscopal de l'évêque du Morbihan, mais abdique la prêtrise en janvier 1794.
Devenu en décembre 1795 le commissaire du Directoire exécutif auprès de l'administration centrale du département, il y joue un rôle important jusqu'en août 1796, montrant son attachement aux principes républicains et ses qualités d'administrateur, mais sans enthousiasme. Il lutte cependant contre une administration départementale réactionnaire, et prône une sévère répression de la chouannerie ; il échappe à une tentative d'assassinat. Il est ensuite président du conseil général des Côtes-du-Nord, pendant le Consulat et le début du Premier Empire, jusqu'en 1809,.
Pendant les Cent-Jours, il est élu député le 14 mai 1815, par le collège électoral des Côtes-du-Nord, avec 78 voix sur 150 votants. Il siège à la Chambre des représentants jusqu'à la fin de la législature, mais n'intervient pas à la tribune, ne participant que par ses votes. Il se cache ensuite, pour échapper à la Terreur blanche de 1815.
Il meurt à Paris le 27 avril 1825.
Charles Louis Armez et Louis Armez seront eux aussi députés ; ils sont son neveu et son petit-neveu.